# دوري آيسلندا الممتاز 1954
دوري آيسلندا الممتاز 1954 (بالآيسلندية: Efsta deild karla í knattspyrnu 1954) هو الموسم 43 من  دوري آيسلندا الممتاز. كان عدد الأندية المشاركة فيه  6، وفاز فيه ابروتاباندلاج أكرانيس.